# NGC 3699
NGC 3699 ist ein planetarischer Nebel im Sternbild Zentaur am Südsternhimmel und hat eine Winkelausdehnung von 2,3' und eine scheinbare Helligkeit von 11,0 mag.
Das Objekt wurde am 1. April 1834 von John Herschel entdeckt.